# ペギー・シュヴァルツ
ペギー・シュヴァルツ（Peggy Schwarz、1971年9月4日 - ）は、旧東ドイツ東ベルリン生まれの女性フィギュアスケート選手。1988年カルガリーオリンピックから1998年長野オリンピックまで4大会連続ペア東ドイツおよびドイツ代表。パートナーはミルコ・ミュラー、アレクサンダー・ケーニッヒなど。

## 経歴
旧東ドイツの東ベルリンに生まれ、4歳ころにスケートを始めた。アレクサンダー・ケーニッヒとペアを組み、1987-1988年シーズンの東ドイツ選手権で優勝。1988年欧州選手権では初出場で3位、東ドイツ代表として出場したカルガリーオリンピックでは7位となった。
東西ドイツ統一後の1991-1992年シーズンのドイツ選手権で優勝。1992年アルベールビルオリンピックではドイツ代表として出場し7位。3度目のオリンピックとなった1994年リレハンメルオリンピックでも7位となり、同シーズンをもって一時競技を離れた。
1996-1997年シーズン、ミルコ・ミュラーとペアを結成し現役復帰。翌1997-1998年シーズンのドイツ選手権で優勝を果たし、4度目の出場となった長野オリンピックでは9位となったものの1998年世界選手権では3位となり自身初の世界選手権のメダルを獲得する。1999-2000年シーズンを持って現役引退。現在はフィギュアスケートコーチとして活動している。

## 主な戦績
- 1993-94まではアレクサンダー・ケーニッヒとのペア。
- 1996-97以降はミルコ・ミュラーとのペア。

| 大会/年      | 1987-88 | 1988-89 | 1989-90 | 1990-91 | 1991-92 | 1992-93 | 1993-94 | 1996-97 | 1997-98 | 1998-99 | 1999-00 |
| ------------ | ------- | ------- | ------- | ------- | ------- | ------- | ------- | ------- | ------- | ------- | ------- |
| オリンピック | 7       |         |         |         | 7       |         | 7       |         | 9       |         |         |
| 世界選手権   |         | 4       | 10      | 7       | 6       | 12      | 9       | 10      | 3       | 8       | 8       |
| 欧州選手権   | 3       |         | 4       |         | 5       | 5       | 7       | 6       | 5       | 4       | 5       |
| ドイツ選手権 |         |         |         | 2       | 1       | 棄権    | 2       | 2       | 1       | 1       | 1       |
| NHK杯        |         |         |         | 7       |         |         |         |         | 3       |         |         |